# 4675 Ohboke
4675 Ohboke eller 1990 SD är en asteroid i huvudbältet som upptäcktes den 19 september 1990 av den japanska astronomen Tsutomu Seki vid Geisei-observatoriet. Den är uppkallad efter Oboke dalen.
Asteroiden har en diameter på ungefär 4 kilometer.